# Роґожайни-Великі
Роґожайни-Великі (пол. Rogożajny Wielkie) — село в Польщі, у гміні Віжайни Сувальського повіту Підляського воєводства.
Населення — 106 осіб (2011).
У 1975-1998 роках село належало до Сувальського воєводства.

## Демографія
Демографічна структура станом на 31 березня 2011 року:
|          | Загалом | Допрацездатний вік | Працездатний вік | Постпрацездатний вік |
| -------- | ------- | ------------------ | ---------------- | -------------------- |
| Чоловіки | 54      | 12                 | 38               | 4                    |
| Жінки    | 52      | 16                 | 27               | 9                    |
| Разом    | 106     | 28                 | 65               | 13                   |